# Desa Sukahaji (administrativ by i Indonesien, lat -6,82, long 107,87)
Desa Sukahaji är en administrativ by i Indonesien.   Den ligger i provinsen Jawa Barat, i den västra delen av landet, 130 km sydost om huvudstaden Jakarta.